# Bogdan Mirowski
Bogdan Mirowski (ur. 24 sierpnia 1945 w Sopocie, zm. 4 czerwca 2014 tamże) – polski artysta, jubiler oraz miłośnik naturalnego bursztynu.

## Twórczość
Od 1977 projektował i wykonywał oryginalne prace na światowym poziomie. Są to płaskorzeźby i rzeźby (zarówno pod postacią obrazów, martwych natur, jak i instalacji artystycznych), dekoracyjna biżuteria, a także przedmioty użytkowe. Ważną inspiracją w dominującej w jego twórczości rzeźbie jest sztuka średniowiecza. Widać w niej liczne odwołania do malarstwa dawnych mistrzów holenderskich, a w szczególności Hieronima Boscha. 
Jest twórcą statuetki Bursztynowego Słowika – głównej nagrody Sopockiego Festiwalu Piosenki. Swoją sztukę prezentował na wielu wystawach indywidualnych i zbiorowych, a także na pokazach mody. Jego prace znaleźć można w zbiorach muzeów, jak również w prywatnych kolekcjach w kraju i zagranicą. Jedna z najważniejszych – tryptyk o tytule: O bursztynie w księgach pisano, została zakupiona przez Muzeum Bursztynu w Gdańsku.
Spod dłoni tego artysty wychodzą zazwyczaj postacie o niezwykle plastycznych, czasami nieco karykaturalnych twarzach, zatrzymane w czasie i otoczone precyzyjnymi detalami, chwilami pod postacią architektury. Rzeźby wykuwane są ręcznie z cieniutkiej (od 0.3 do 0.5 mm.), srebrnej blachy o próbie 0.999 poddawanej pracochłonnym procesom i technikom złotniczym, które wymagają rzadko dzisiaj spotykanej biegłości warsztatowej. Oprócz tego często bywa w nich naturalny bursztyn, zdarzają się zarówno kamienie jubilerskie, jak i polne, masa perłowa, a także drewno wyrzucane przez morze na bałtyckie plaże. Bursztyn jest ulubionym materiałem Bogdana Mirowskiego dlatego artysta stara się go wkomponowywać w rzeźbę tak, aby nie naruszać jego struktury, a jedynie wykorzystać naturalną urodę. Dlatego go nie szlifuje i nie poleruje, a jedynie stara się zasugerować jego kształtem tak, by stworzyć historię będącą jego kontynuacją już w innych materiałach. Jego twórczość nie ma naśladowców zarówno ze względu na poziom techniczny, jak i kreatywność, dlatego też jego prace są rozpoznawalne nawet bez sprawdzenia sygnatury.

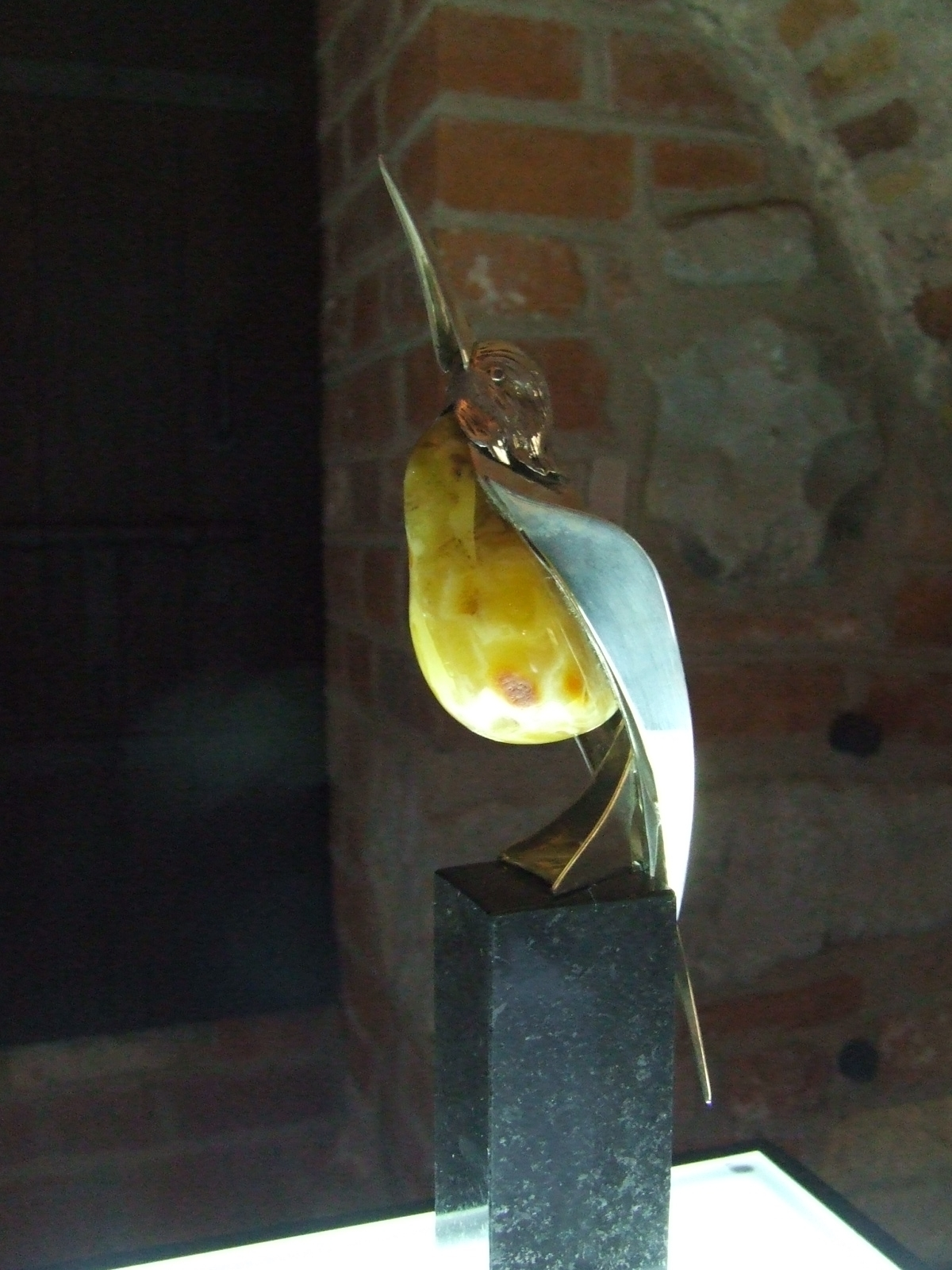
statuetka Bursztynowego Słowika

## Prace Bogdana Mirowskiego
- O bursztynie w księgach pisano
- Bankier
- Studium ryby
- Inkasent
- Słychać muzykę
- Czyściec
- Po polowaniu
- Skryba
- Izba
- Żonglerka kołami
- Żonglerka kulami
- Mnich z plecakiem
- Jesienny spacer
- Arlekin
- Cyklista
- Skrzypek
- Kolekcjoner
- Pożądanie
- W drodze
- Ania z Zielonego Wzgórza
- Golfista
- Torba golfowa
- Martwa natura
- Patera z owocami
- Sobolowe futro
- Słodkie lenistwo
- Po pracy
- Pisarz w pierścieniu
- Poławiacze pereł
- Czyściec
- Strudzony wędrowiec
- Łucznik
- Tańczący arlekin